# ГЕС Jefferies
ГЕС Jefferies — гідроелектростанція у штаті Південна Кароліна (Сполучені Штати Америки). Разом з ГЕС St. Stephen живиться за рахунок дериваційної схеми, котра постачає воду із річки Санті (впадає до Атлантичного океану за шість десятків кілометрів на північний схід від Чарлстону). Можливо також відзначити, що вище по сточищу на витоках Санті працюють інші гідрогенеруючі об'єкти, такі як ГЕС Ватірі та ГЕС Салуда.
В основу проекту поклали деривацію ресурсу з Санті у значно меншу річку Купер, котра впадає до гавані Чарлстону. Для цього Санті перекрили греблею Вілсон, виконаною як комбінована споруда із двох земляних ділянок висотою 12 і 15 метрів та довжиною 4500 і 7100 метрів, розділених бетонним контрфорсним водоскидом довжиною 1036 метрів. З утвореного нею сховища Маріон через водорозділ із Купер проклали канал довжиною 8 км з шириною від 61 (по дну) до 122 (по поверхні) метрів, який виводить до іншого великого водосховища Moultrie. Останнє утримує зведена на Купер земляна гребля Пінополіс висотою 23 метри та довжиною 11,9 км, котра також включає судноплавний шлюз з розмірами камери 55х18 метрів. Крім того, на берегах цієї водойми наявні три допоміжні дамби висотою 8, 5 та 5 метрів при довжині 15,5 км, 9,3 км та 10,1 км. Сумарна площа поверхні озер Маріон та Moultrie становить 647 км2, а корисний об'єм — 653 млн м3. Під час зведення гідрокомплексу використали 2370 тис. м3 бетону та перемістили 32 млн м3 породи.
Частина води для підтримання природної течії випускається біля греблі Санті через турбіну потужністю 1,9 МВт, котра використовує напір у 14 метрів. Основний же ресурс переходить до озера  Moultrie, з якого може як повертатись до Санті (через ГЕС St. Stephen), так і скидатись до Купер через інтегрований у греблю Пінополіс машинний зал. Останній обладнали п'ятьма турбінами загальною потужністю 128 МВт: двома пропелерними по 29,8 МВт та трьома типу Каплан, з яких дві мають так само потужність у 29,8 МВт, а ще одна показник на рівні 9,9 МВт. Гідроагрегати працюють при напорі у 21 метр та забезпечують виробництво 210 млн кВт-год електроенергії на рік.
Спорудження гідрокомплексу призвело до сильного замулювання гавані Чарстону, що й викликало спорудження названої вище станції St. Stephen, котра дозволяла зменшити потік через Купер шляхом скидання води назад у Санті.